# Người Punjab
Người Punjab (Punjab (Shahmukhi): پنجابی; Punjab (Gurmukhi): ਪੰਜਾਬੀਆਂ) hay Punjabis là một Ấn-Aryan nhóm dân tộc liên kết với khu vực Punjab ở Nam Á, đặc biệt là ở phía bắc của tiểu lục địa Ấn Độ hiện tại được phân chia giữa Punjab, Ấn Độ và Punjab, Pakistan. Họ tới từ Ba Tư, một ngôn ngữ từ Ấn-Iran. Cái tên Punjab có nghĩa đen là "vùng đất của năm vùng nước" trong Ba Tư: panj ("Năm") āb ("dòng nước"). The name of the region was introduced by the Turko-Persian conquerors của tiểu lục địa Ấn Độ. Các bang Punjabis là nhóm dân tộc lớn thứ 7 trên toàn thế giới theo tổng dân số.
Vùng Punjab lịch sử (xem Phân vùng của Punjab cho bối cảnh lịch sử quan trọng) thường được gọi là bánh mì ở cả Ấn Độ và Pakistan. Sự kết hợp của các bộ lạc khác nhau, các thành viên và cư dân của khu vực Punjab thành một bản sắc "Punjab" phổ biến rộng hơn bắt đầu từ sự khởi đầu của thế kỷ 18 CE. Trước đó, ý thức và nhận thức về một bản sắc và cộng đồng văn hóa dân tộc "Punjab" không tồn tại, mặc dù phần lớn các cộng đồng khác nhau của khu vực Punjab đã chia sẻ từ lâu về ngôn ngữ, văn hóa và chủng tộc.
Theo truyền thống, bản sắc tiếng Ba Tư chủ yếu là ngôn ngữ, địa lý và văn hóa. Bản sắc của nó là độc lập với nguồn gốc lịch sử hoặc tôn giáo và đề cập đến những người cư trú trong khu vực Punjab hoặc liên kết với dân số của nó và những người coi Punjab tiếng mẹ đẻ của họ. Tích hợp và đồng hóa là những phần quan trọng của văn hóa Punjabi, vì bản sắc của người Ba Tư không chỉ dựa trên các kết nối bộ lạc. Ít nhiều tất cả các người Punjab đều có chung nền tảng văn hóa.
Trong lịch sử, người dân Punjab là một nhóm không đồng nhất và được chia thành một số gia tộc gọi là biradari (nghĩa đen là "tình huynh đệ") hoặc bộ lạc Punjab, với mỗi người bị ràng buộc vào một bang hội. Tuy nhiên, danh tính của người Ba Tư cũng bao gồm những người không thuộc về bất kỳ bộ lạc lịch sử nào. Với thời gian trôi qua, các cấu trúc bộ lạc sắp kết thúc và được thay thế bằng sự gắn kết hơn and holistic society, as community building và group cohesiveness form the new pillars of Punjabi society. Trong các thuật ngữ đương đại tương đối, Người Punjab có thể được đề cập trong bốn nhóm nhỏ phổ biến nhất; Người Punjab Hồi giáo, Punjabi Sikh, Người Punjab Ấn Độ giáo và Người Punjab Cơ Đốc hữu.

## Phân bố địa lý

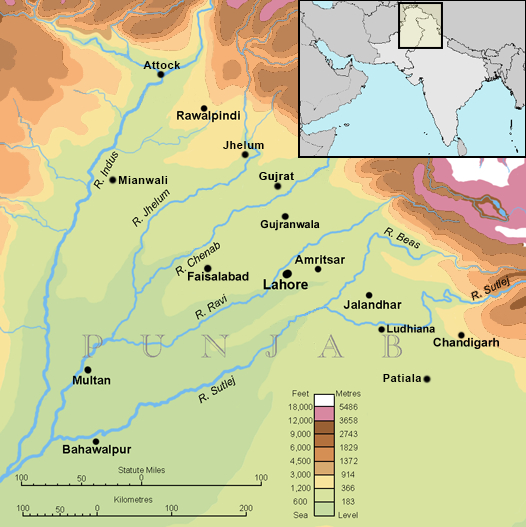
Vùng Punjab, với những dòng sông của nó

## Văn hóa
Văn hóa Punjab là văn hóa của Vùng Punjab. Đây là một trong những nền văn hóa lâu đời nhất và phong phú nhất trong lịch sử, có từ thời cổ đại cho đến thời kỳ hiện đại. Nền văn hóa của người Punjab là văn hóa của người dân Punjab, hiện đang được phân phối trên toàn thế giới. Phạm vi, lịch sử, sự tinh tế và phức tạp của văn hóa là rất lớn. Một số lĩnh vực chính bao gồm thơ ca, triết học, tâm linh, nghệ thuật, khiêu vũ, âm nhạc, ẩm thực, vũ khí quân sự, kiến trúc, ngôn ngữ, truyền thống, giá trị và lịch sử. Trong lịch sử, các bang Punjab/Punjabis, ngoài các vùng đất và văn hóa nông thôn, cũng đã có một sự phát triển văn hóa đô thị độc đáo ở hai thành phố lớn, Lahore và Amritsar.